# Балашов, Александр Анатольевич
Балашов Александр Анатольевич (род. 28 мая 1967, Лениногорск, Восточно-Казахстанская область, Казахская ССР, СССР) — советский и российский мотогонщик, неоднократный чемпион мира и России.

## Биография и карьера
В 1979 году в возрасте 12 лет Александр Анатольевич Балашов принял участие в своих первых соревнованиях на мопеде с объемом двигателя 50 см³ в группе юношей до 14 лет, на областных соревнованиях по мотокроссу. Учитывая ненадлежащую подготовку техники и отсутствие практических навыков, первым достижением Александра Балашова было то, что он, в отличие от многих своих друзей-начинающих спортсменов, просто доехал до финиша.
В 16 лет Александр Балашов занял второе место на Чемпионате Казахской ССР по мотокроссу среди юниоров, после чего был зачислен в сборную команду Казахской ССР. После сборов в Алма-Ате в составе сборной команды Александр поехал в Ленинград на Чемпионат СССР (1985 г.).
В этом же возрасте Александр Балашов приступил к тренировкам на льду. Первым тренером Александра стал известный тренер Василий Васильевич Дальчанин.
В 1986 г. Александр принимал участие в полуфинале Чемпионата СССР по мотогонкам на льду в Ленинграде. В число победителей не вошел, но был замечен тренером Виктором Аркадьевичем Сабуровым, который пригласил молодого гонщика в Москву и предложил выступать за команду завода «ЗИЛ».
В первых своих соревнованиях в статусе гонщика завода «ЗИЛ» в 1987 г., на Чемпионате СССР среди юниоров, Балашов А.А. занял второе место и был приглашен уже в сборную команду СССР по мотогонкам на льду.
1987-1989 гг. – служба в рядах СА в Группе советских войск в Германии (ГСВГ).
После службы пришлось начинать все с чистого листа, так как Александр был исключён из сборной команды на период службы.
Официально спортивная карьера закончилась в 2005 году.

### Тренеры
1978-1986 гг. – Василий Васильевич Дальчанин (г. Лениногорск)
1985-1986 гг. – Виктор Михайлович Шарабарин (г. Алма-Ата)
1986-2005 гг. – Виктор Аркадьевич Сабуров (г. Москва)
1987-1991 гг. – Старых Сергей Александрович (г. Москва): тренер сборной команды СССР .

## Спортивные достижения

### Мотогонки на льду
- Чемпион СССР в составе команды г. Москвы: 1990[3], 1991, 1992 гг.
- Участие в своем первом чемпионате мира (дошел до полуфинала): 1991 г.
- Чемпион мира в командном зачете[4]: 1992[5], 1993, 1994[6], 1996 , 1997, 1998, 1999 гг.
- Чемпион мира в личном зачете[4][7][8]: 1994[9], 1996, 1998 гг.
- Вице-чемпион мира в личном зачете[4][7][8]: 1993[10], 1995, 1997, 1999 гг.
- Чемпион России в личном зачете: 1995, 1996, 1997, 1998 г.г.
- Чемпион России в командном зачете: 1998 г.
- Вице-чемпион России в личном зачете: 1999 г.
- Вице-чемпион России в командном зачете: 1999, 2000 г.г.

## Награды и звания
- Звание «Мастер спорта СССР» – удостоверение № 257167 от 30.11.1990 г. государственного комитета СССР по физической культуре и спорту[11].
- Звание «Мастер спорта международного класса» – удостоверение № 013207 от 30.06.1991 г. государственного комитета СССР по физической культуре и спорту.
- Звание «Заслуженный мастер спорта» – приказ № 1А от 11.04.1994 г. Государственного комитета Российской Федерации по физической культуре и туризму.
- Орден «Дружбы» – удостоверение № 166239, награда № 1846, Указ Президента Российской Федерации  № 34 от 22.01.1997 г.

## Семья
Отец – Балашов Анатолий Андрианович (15 июня 1937-16 июня 1997).
Мать – Балашова Любовь Павловна (5 декабря 1938-14 января 2013).
Брат – Балашов Сергей Анатольевич (9 августа 1962-23 января 1985).
С 2008 года состоит в браке с Балашовой Людмилой Анатольевной.
Дочь – Балашова Алина Александровна (род. 25 февраля 1991).
Дочь – Балашова Александра Александровна (род. 22 июля 2002).
Дочь – Балашова Милана Александровна (род. 09 февраля 2014).